# Soul Bag
Soul Bag est un magazine musical français spécialisé dans le blues et la musique soul, qui paraît chaque trimestre.
Il est fondé en 1968 par Jacques Périn et une équipe de passionnés réunis au sein du Comité de liaison des amateurs de rhythm & blues (CLARB), association loi de 1901 longtemps sise à Levallois-Perret et aujourd'hui à Noisy-le-Sec (Seine-Saint-Denis).

## Historique
Le premier numéro paraît en décembre 1968 sous forme ronéotypée avec B.B. King en couverture. Il prend la suite de Super Soul, revue dont un seul numéro avait été publié en mars 1968.
La revue est entièrement imprimée à partir d'octobre 1978, avec un numéro spécial consacré à Ike & Tina Turner.
Le numéro 100 paraît en septembre 1984.
En 1986, Soul Bag publie un premier ouvrage, Talkin' That Talk : Le langage du blues et du jazz, par Jean-Paul Levet. Cet ouvrage, le premier du genre, reçoit le Grand prix de l'Académie du jazz lors de sa réédition par Hatier en 1992. Depuis, deux autres éditions, complétées et amendées, ont paru ; la dernière chez Outre Mesure en 2010 sous le titre, Talkin' That Talk : Le langage du blues, du jazz et du rap.
En 1987, Soul Bag publie un second ouvrage, Louis Jordan : Discography/Discographie, dû à la plume de Jacques Lubin et Danny Garçon.
En 1993, Soul Bag fête ses vingt-cinq ans par un concert au cirque d'hiver de Paris, qui réunit Junior Wells, Otis Grand et Mickey Baker.
En 1994, Soul Bag publie un troisième (et dernier à ce jour) ouvrage ; il s'agit de la réédition d'un texte fondateur, paru en 1959 dans la revue Jazz Hot ; cet ouvrage qui a pour titre Voyage au pays du Blues est signé par Jacques Demètre et Marcel Chauvard avec une préface de Sébastian Danchin.
Depuis 2006, le magazine est vendu avec un CD compilant des titres d'une quinzaine d'artistes.
En septembre 2007, dans le no 188, Jacques Périn publie son dernier éditorial et prend une retraite « bien méritée ». Il passe le relais à Nicolas Teurnier, qui devient rédacteur en chef. À l'automne 2009, une nouvelle formule, intégrant une mise en page plus aérée, est proposée avec le no 196. Le magazine est désormais disponible en kiosque, et non plus seulement par abonnement.
Depuis plusieurs années, l'émission de blues « Bon temps rouler » diffusée à la radio sur TSF Jazz et animée par l'harmoniciste français Jean-Jacques Milteau, est présentée en partenariat avec Soul Bag.
En février 2012, Soul Bag reçoit un « Keeping the blues alive Award », récompense attribuée par la Blues Foundation à Memphis.

## Sommaires du magazine

### Années 1968 à 1979

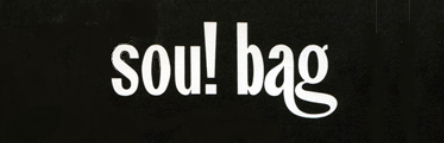
Logo du magazine de 1968 à 1978.

- Décembre 1968, no 1 : B.B. King, Joe Tex, Beacon Records, listing Stax (I), Uptight (film)...
- Janvier 1969, no 2 : Marlena Shaw, Sugar Pie DeSanto, The Bar-Kays (discographie), Robert Parker, Clarence Carter (dossier), listing Stax (II), The Sweet Inspirations...
- Mars 1969, no 3 : Stevie Wonder (dossier), Al Singer, C. Alexander & Naturals(discographie)...
- Mai 1969, no 4 : Diana Ross, Stax Records, Stevie Wonder (discographie, suite), The Packers (discographie), listing Bluesway...
- Juillet 1969, no 5 : B.B. King, The Staple Singers, Bob & Earl (dossier), Monterey Pop, listing Bobbin Records (en), Uptight (film)...
- Septembre 1969, no 6 : Louis Jordan (dossier), Albert Collins (discographie), Clara G. Brock, listing Soul City...
- Novembre 1969, no 7 : Ray Charles, Buddy Guy, ballade en bleu, Earl Hooker (discographie), The Argo Singers (discographie) (I), New York Soul 69 (I)...
- Janvier 1970, no 8 : Magic Sam, Mable John, The Argo Singers (discographie) (II), New York Soul 69 (II)...
- Avril-mai 1970, no 9-10 : Larry Coryell, Slim Harpo, Soul Together, Candi Staton, Mabble John, Benny Latimore (en), The Meters, Otis Redding, listing Josie Records...
- Mars 1970 no 11 : Otis Spann, Ruth Brown, Ray Charles, La Lupe, référendum...
- Juin 1970 no 12 : Ray Charles, listing Revue, The Drifters (discographie) (I)...
- Septembre 1970 no 13 : Elmore James, Isaac Hayes (dossier), Mable John, Slave, listing Trusound, The Drifters (discographie) (II)...
- Janvier 1971 no 14 : Ike & Tina Turner, Bob & Earl, Eddie Taylor, Booker T. & the M.G.'s (discographie)...
- Juin 1971, no 15 : Bill Doggett, Jo Richardson (discographie), Excello Records (I)...
- Octobre 1971 no 16 : B.B. King, Bill Doggett, Aretha Franklin, Buddy Miles, Sanson & Delilah (discographie), Excello Records (II) ...
- Décembre 1971 no 17 : King Curtis, Isaac Hayes, Bernard "Pretty" Purdie, Benny Goodwyn (discographie), Bill Doggett (discographie) (I), Colt/Firma Records, Sweet Sweetbacks (I)...
- Mars 1972 no 18-19 : Clarence Gatemouth Brown, Hound Dog Taylor, Duane Allman, Junior Parker, The Landlord, Bill Doggett (discographie) (II), Shaft, Sweet Sweetbacks (II)...
- Juillet 1972 no 20 : Curtis Mayfield, The Staple Singers, Al Grey, Cane & Able, Friends of Distinction, Pete « Guitar » Lewis, listing Invictus...
- Novembre-décembre 1972, no 21 : Sly and the Family Stone, Festival de Montreux, Jewel Records, Jimi Hendrix, Freddie Robinson (en), Jamo Thomas...
- Janvier 1973 no 22-23 : Spécial San Francisco, Sugar Pie DeSanto, Irma Thomas...
- Mai 1973, no 26 : Spécial New-Orleans, Allen Toussaint...
- Août 1973, no 29 : Spécial Détroit...
- Novembre 1973, no 32 : Freddy King...
- Février 1974, no  35 : James Brown...
- Mai 1974, no 38 : Spécial Chicago  (dossier), Jimmy Rogers, Fenton Robinson...
- Juillet-août 1974, no 40 : Esther Phillips...
- Septembre 1974, no  41 :  Spécial Texas, Bobby Blue Bland...
- Janvier 1975, no  45 : Spécial Chicago, Jerry Butler...
- 1975, no  47 : Patti Labelle...
- Juin 1975, no 48 : Johnny Otis, Gene Conners, Marie Adams, Roy Gaines, Labelle, Du côté de Miami, Bettye LaVette, Stax à la dérive...
- Septembre 1975, no 50 : Etta James...
- Janvier 1976, no  51 : Spécial Saint-Louis, Albert King...
- Avril 1976, no 52 : Howlin' Wolf...
- Mai 1976, no  53-54 :
- Octobre 1976, no 55 : Ike & Tina Turner (dossier), Ivory Joe Hunter, Alligator Records, Red Lightnin'...
- Les no 56 (11/76) et no 57 (12/76) sont des bulletins d'actualités intermédiaires ronéotés
- Janvier 1977, no 58 : Johnny « Guitar » Watson (dossier), Freddie King (dossier), All Platinum Records...
- Les no 59 (02/77) et no 60 (04/77) sont des bulletins d'actualités intermédiaires ronéotés
- Juin 1977, no 61 « Spécial rock » : Bo Diddley (dossier), Little Richard (dossier), Roy Brown (dossier), Henry Gray (dossier), Bukka White...
- Les no 62 (07/77), no 63 (09/77) et no 64 (10/77) sont des bulletins d'actualités intermédiaires ronéotés
- Janvier 1978, no 65 « Spécial saxo ténors » (dossier) : King Curtis, Red Prysock, Al Sears, Willis Jackson...
- Le no 66-67 (03/78) est un bulletin d'actualités intermédiaire ronéoté
- Juin 1978, no 68 : « Spécial Otis Redding » (dossier), Hank Crawford, Blues Archives...
- Printemps 1979, no 71 : Spécial Louisiane, Lightnin' Slim...
- Été 1979, no 69-70 : Eugene Ross...
- Juin 1979, no 72-73 :

### Années 1980 à 1989

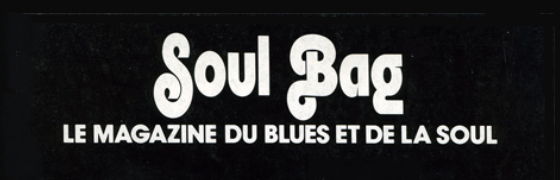
Logo du magazine de 1978 à 1987.

- Le no 74 (05/80) est un bulletin d'actualités intermédiaire ronéoté
- Printemps 1980, no 75-76 « Spécial Saint-Louis » : Buddy Guy (dossier), Junior Wells (dossier), Professor Longhair, Little Milton...
- Octobre 1980, no 77 « Spécial Louisiane » : Clifton Chenier (dossier), Guitar Slim (discographie), Donny Hathaway...
- Novembre 1980, no  78-79 : Montreux Jazz Festival : Etta James, Myriam Makeba... (bulletin d'actualités intermédiaire ronéoté)
- Hiver 1981, no 80 : Muddy Waters (dossier), O.V. Wright (dossier), The Blues Brothers...
- Printemps 1981, no 81-82 : Jimmy Dawkins (dossier), Willie James Lyons...
- Été 1981, no 83 : Tampa Red, Phillip Walker, ballade à Chicago, Chick Willis (en), Jackie Moore, Dorothy Moore ...
- Août 1981, no 84 : Luther Allison (dossier), Johnny Dollar, Noble Watts...
- Octobre 1981, no 85 : Magic Slim (dossier), Buckwheat Zydeco, The Sweet Inspirations (discographie), Cissy Houston ...
- Décembre 1981, no 86 : Helen Humes, Pee Wee Crayton, Phillip Walker (discographie), B.B. King, Millie Jackson ...
- Février 1982, no 87 : Sam & Dave (dossier), Walter Horton (dossier), le cas du Watergate, Koko Taylor...
- Avril 1982, no 88 : San Francisco Blues Festival, Bay Area Blues, Sonny Rhodes, Troyce Key, Little Joe Blue, J.J. Malone, Little Frankie Lee, Lightnin' Hopkins ...
- Juin 1982, no 89 : Johnny Shines, Percy Sledge, Koko Taylor (discographie)...
- Octobre 1982, no 90-91 : Mickey Baker (dossier), Tommy Tucker ...
- Décembre 1982, no 92 : Little Milton (dossier), Joe Tex, Ray Charles...

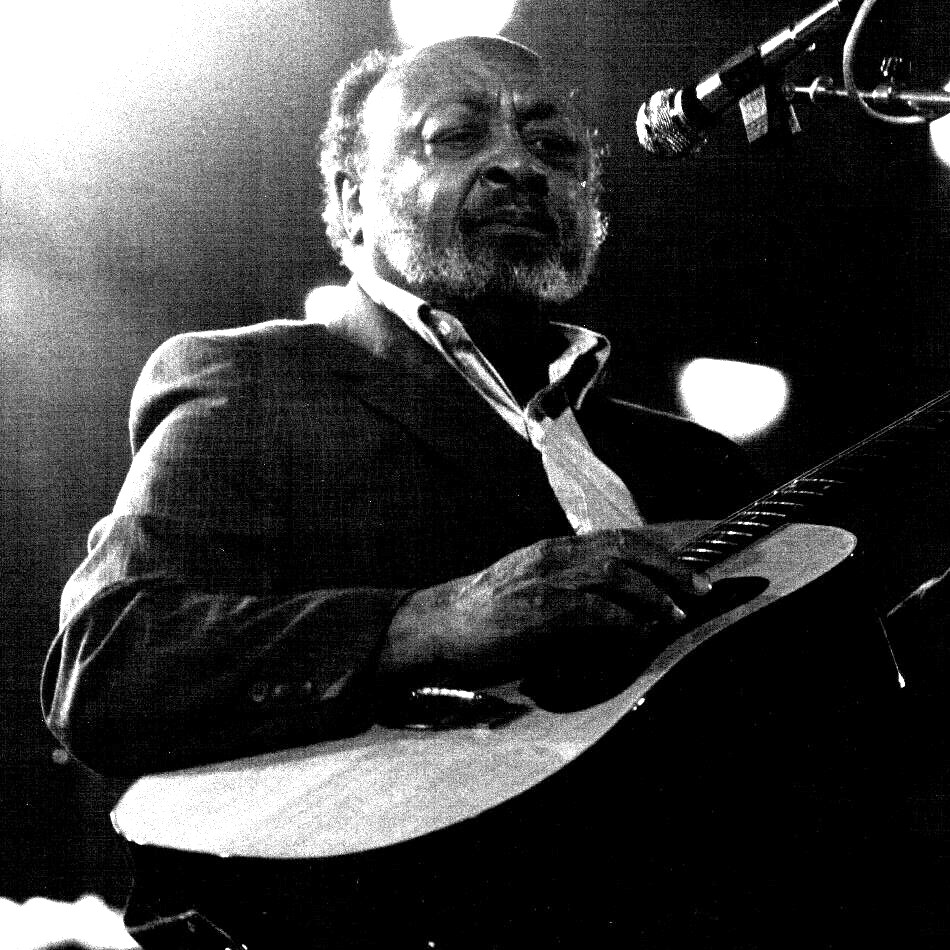
Robert Lockwood Jr. en concert le 3/12/82 à Bagneux; photographie de Lionel Decoster publiée dans Soul Bag no 93.

- Février 1983, no 93 : Phil Flowers, Lacy Gibson, Boston Blues, Cooper Terry, Joe Tex (discographie), Bagneux Blues Festival 82 ...
- Mai 1983, no 94 : Elmore James (dossier), J.T. Brown (discographie), Johnny Jones (discographie), concerts ...
- Juillet 1983, no 95 : J.B. Hutto, Cool Papa Sadler, The Blues Survivors, Mark Naftalin, Bobby Murray, Etta James (discographie) ...
- Octobre 1983, no  96 : A.C. Reed (en) (dossier), concerts, ballade en blues ...
- Janvier 1984, no  97 : Memphis Minnie (dossier), Sam Myers, Chicago Soul, Bagneux Blues Festival 83, concerts ...
- Mars 1984, no  98 : Syl Johnson (dossier), Jackie Wilson (dossier), Cash Mc Call, San Francisco '83 ...
- Juin 1984, no 99 : Marvin Gaye (dossier), Homesick James (dossier), Malaco Records, Oakland Blues ...
- Septembre 1984, no 100 : Soul Bag Staff, T-Bone Walker (dossier), Gospel (dossier), The Impressions, Arbee Stidham, Chicago blues ...
- Janvier 1985, no 101 : Benny Latimore (en) (dossier), colloque de Liège, Bagneux Blues Festival 84 ...
- Mars 1985, no 102 : Paris Slim, Dave Bartholomew (dossier), Bumble Bee Slim (dossier), Monk Higgins (en) (dossier) ...
- Juin 1985, no 103 : Bobby Rush (dossier), Boogie Story (I), Paul Kelly (dossier), Earl Hooker (discographie), Willie Mabon ...
- Septembre 1985, no 104 : Downhome Blues, Pee Wee Crayton (discographie), Bill Thomas, Boogie Story (II), Tata Vega, Johnny Otis...
- 1986, no 105 : Amos Milburn, Sun Records, Sam Phillips...
- Printemps 1986, no 106 : Rufus Thomas, Memphis blues, Boogie story...
- Été 1986, no 107 : Louisiana Reed, Billy Boy Arnold, Annisteen Allen, Burber Brooks...
- Automne 1986, no 108 : Memphis Slim, Ruth Brown, Sonny Terry...
- Printemps 1987, no 109 : Slim Harpo, Lee Dorsey, Onzy Matthews (en)...
- Été 1987, no 110 : Lowell Fulson...
- Automne 1987, no 111 : Ray Charles, Jimmy McCracklin, Johnny Otis, Chicago, Blind Blake...
- Printemps 1987, no 112 : Detroit blues, Eddie Burns, Dave Alexander, Def Jam, Billy Wright...
- Été 1987, no 113 : Big Daddy Kinsey, Ted Taylor, Lafayette Thomas, Bobby Bland, Kinsey Report...
- Automne 1988, no 114 : Joe Louis Walker, JB Lenoir...
- Hiver 1988, no  115 : Wayne Bennett, Bobby Bland, Buddy Boy Hawkins (en), Mississippi '88, Julio Finn...
- Printemps 1989, no  116 : Screamin' Jay Hawkins, Chuck Willis, Johnny Copeland, Joe Hugues (en)...

### Années 1990 à 1999
- Printemps 1990, no 119 : Hal Singer...
- Automne 1990, no 121 : Johnny Adams...

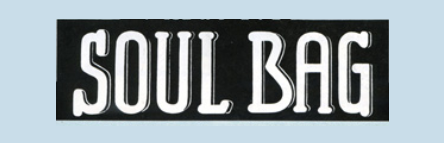
Logo du magazine de 1987 à 1990.

- Hiver 1991, no 122 : Robert Johnson, Bettye LaVette, Johnny Otis, Troy Turner...
- Printemps/été 1991, no 123 :
- Automne 1991, no 124 : Johnny Heartsman...
- Hiver 1991, no 125 : Mem Shannon, Stax Records...
- Automne 1992, no 128 : Ichiban Records, John Hammond, Skip James, James Van Buren...
- Hiver 1993, no 129 : Ann Peebles, Albert King, Carol Fran, Clarence Hollimon...
- Printemps 1993, no 130 : James Cotton, Trudy Lynn, Albert King...
- Été 1993, no 131 : Lucky Peterson, Jerry McCain & Kip Anderson, Patrick Verbeke & Benoit Blue Boy, Big Jay McNeely, Albert King...
- Automne 1993, no  132 : Soul Bag 25 ans, Jimmy Johnson, Gospel, Delmark Records...
- Hiver 1994, no 133 : Albert Collins, Hammond Scott...
- Printemps 1994, no 134 : Sonny Boy Williamson II, Johnny Mars, Les brass bands à La Nouvelle-Orléans, Vernon Garnett...
- Été 1994, no 135 : Luther Allison, Solomon Burke, Snooky Pryor, Vernon Garrett...
- Hiver 1994, no 137 : Solomon Burke, Albert Washington, Percy Sledge, Eddie Boyd, Calvin Bridges, Dick Schuman...
- Printemps 1995, no 138 : Voyage au pays du blues (livre), Michael Hill, John Mayall, Calvin Owens, Casey Bill Weldon...
- Automne 1995, no 140 : Jean-Jacques Milteau, B. B. King, Philip Walker, Isaac Hayes, Earring Ree, Big Joe Duskin'...
- Hiver 1995, no 141 : John Ellison, Jazz Gillum, Joe Louis Walker, Ike Turner...
- Printemps 1996, no 142 : Big Joe Williams, Ray Charles et la France, Tony Rich, Luther Guitar Jr. Johnson, Lavelle White...
- Été 1996, no 143 : Larry Garner, Green Velvet, Coco Robicheaux et La Nouvelle-Orléans, Lightnin' Slim, Louisia Red, Clifford Curry, J.D. Miller...
- Automne 1996, no 144 : Joe Louis Walker, Jimmie Lee Robinson, Texas Johnny Brown, Green Velvet, Otis Redding III, Melvin Taylor, Lonnie McMillan...
- Hiver 1996, no 145 : Otis Grand, Syl Johnson, Sun Records, The Sweet Inspirations...
- Printemps 1997, no 146 : Luther Allison, Syl Johnson, Arthur Big Boy Crudup...
- Été 1997, no 147 : Chick Willis, Howlin' Wolf, James Govan, Lavern Baker, Jimi Hendrix...
- Automne 1997, no 148 : Taj Mahal, Freddie King, Kokomo Arnold, Jimmy Burns, Delta blues, Luther Allison...
- Hiver 1997, no 149 : Jimmy Witherspoon, Willie Kent, Bootsy Collins, J. Blackfoot, Mighty Joe Young...
- Printemps 1998, no 150 : Screamin' Jay Hawkins, The Bar-Kays, Junior Krimbourgh, Jimmy Rogers, Vance Kelly, Junior Wells, Eddie King, Ray Charles, B.B. King, Aretha Franklin, Big Bill Broonzy, Muddy Waters, John Lee Hooker, Freddy King, Bessie Smith, Otis Rush, Memphis Slim, Howlin' Wolf...
- Été 1998, no 151 : E.C. Scott, Sherman Robertson, Jimmy Dawkins, Ray Charles, Perry Michael Allen, Robert Lockwood Jr. (discographie, I), etc.
- Automne 1998, no 152 : Koko Taylor, Big Lucky Carter, Freddie Roulette, Ernie Johnson, Kelly Joe Phelps, B.B. King, Roy Roberts, Robert Lockwood Jr. (discographie, II), Kurt Mohr (I)...
- Hiver 1999, no 153 : 30 ans, Dr. John, Michael Hill, Jimmy D. Lane, Gene Barge, Alvin Hart, Kelly Price, Juanita Dailey, Kurt Mohr (II)...
- Printemps 1999, no 154 : Willie Kent, R.L. Burnside, Artie White, Abb Locke, Snooky Prior, Bob Stroger, James Wheeler, Kurt Mohr (III)...
- Été 1999, no 155 : Robert Cray, Junior Parker, Candy Kane, Blues et franc-maçonnerie, Floyd Dixon, Carey Bell, Boneshakers...
- Automne 1999, no 156 : B.B. King, Maceo Parker, Joe Louis Walker, J.J. Malone, Eric Benet...

### Années 2000 à 2009

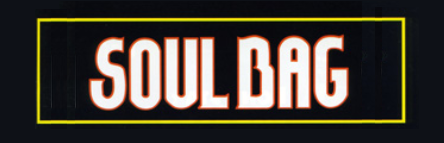
Logo du magazine de 1991 à 2009.

- Hiver 2000, no 157 : John Lee Hooker, Clarence Gatemouth Brown, Francis Clay, Charlie Musselwhite, Les pratiques magiques dans le blues (II), Schreveport Down Home Blues...
- Printemps 2000, no 158 : Bonnie Lee, Smokey Wilson, Eddie Kirkland, Screamin' Jay Hawkins, Deacon Jones, Pete Mayes, Curtis Mayfield...
- Été 2000, no 159 : Roy Gaines, Matthew Skoller, Robert Lockwood Jr., Tommy Castro, Koko Taylor, Angela Brownstown...
- Automne 2000, no 160 : Mighty Mo Rodgers, Taj Mahal, Rasberry Singers, Fillmore Slim, Big Joe Turner, Chess Brothers...
- Hiver 2001, no 161 : James Wheeler, Alex Schultz, Little Freddie King, Rory Block, Henry Townsend, Joshua Altheimer, Spivey Records...
- Printemps 2001, no  162 : John Hammond, Jimmy Hugues, Pat Scott, DC Bellamy, Big Bill Morganfield...
- Été 2001, no 163 : Kenny Neal, Denise Lasalle, Benoit Blue Boy, Phil Guy, Dan Penn...
- Automne 2001, no 164 : Lucky Peterson, Wynonie Harris, George Barnes, Jean-Jacques Milteau...
- Hiver 2001, no 165 : Sam Moore, Alberta Adams, Wayne Jackson, Zydeco Ladies...
- Printemps 2002, no 166 : Buddy Guy, Ken Saydack, Guitar Shorty, Eddie C. Campell...
- Été 2002, no 167 : Ike Turner, Max Cooperstein, Hubert Sumlin, Nu Soul...
- Automne 2002, no 168 : Mighty Mo Rodgers, Solomon Burke, B.B. King, British Soul, Aron Burton...
- Décembre 2002, no 169 : Willie Buck, Randy Caribay, Skip James, Jimmie Vaughan, Beverly Watkins...
- Mars 2003, no 170 : Little Milton, Ana Popovic, Lamont Dozier, Wallace Coleman, Campbelle Brothers...
- Juin 2003, no 171 : Sam Cooke, Melvin Van Peebles, Lil' Malcolm, Ernest Lane, Franck Goldwasser...
- Septembre 2003, no  172 : Lurrie Bell, Buddy Guy...
- Décembre 2003, no 173 : Howard Tate, Al Green, Willie Mitchell, John Mayall, Zakiya Hooker, Joe Campbell, James Armstrong, Phillipp Walker, Billy Flynn, Jean-Jacques Milteau...
- Mars 2004, no 174 : Mighty Sam McClain, Wim Wenders, Eric Clapton, Willie Mitchell, Boo Boo Davis, Boney Fields, Chicago playboys...
- Juin 2004, no 175 : Otis Clay, Duke Robillard, Bill Wyman, Martin Scorsese, Roomful of Blues...
- Septembre 2004, no 176 : Ray Charles, Jody Williams, Renlad Richard...
- Décembre 2004, no 177 : Bettye LaVette, The Zydeco Flames, Millie Jackson, Kenny Brown, Renald Richard, Dave Specter, Steve Freund...
- Mars 2005, no 178 : Otis Rush, Jimmy Dawkins, Vance Kelly, Big Bill Morganfield, Deitra Farr, Ray Charles, Candye Kane...
- Juin 2005, no 179 : Floyd Lee, Zora Young...
- Septembre 2005, no 180 : Jimmy Johnson, Sue Foley, Chicago Blues harmonica, Little Milton, B. B. King...
- Décembre 2005, no 181 « Katrina Blues » : Clarence Gatemouth Brown, Charles Walker, Norman Dayron, Ray Charles, Eddie Shuler...
- Mars 2006, no 182 : Billy Boyd Arnold, Chuck Berry, Robert Cray, Wilson Pickett, David Evans...
- Juin 2006, no 183 : Candi Staton, Willie Kent, Charlie Musselwhite, Clay Hammond, Kim Weston, James Cotton, Billy Jones, Trumpet Records...
- Septembre 2006, no 184 : Bobby Rush, Janiva Magness, Drink Small, Johnny Drummer...
- Décembre 2006, no 185 : Aaron Neville, Nappy Brown, Solomon Burke, Toni Green, Mem Shannon, Charlie Miller, Snooky Pryor, Zydeco Joe
- Mars 2007, no 186 : Spécial James Brown, Maceo Parker, Robert Lockwood Jr., Ruth Brown, Martha High, Eddie Turner, Anthony David, Homesick James...
- Juin 2007, no 187 : Irma Thomas, Smokey Robinson, Mitch Woods, Dennis Binder, Chick Willis (en)...
- Septembre 2007, no 188 : David 'Honeyboy' Edwards, Lonnie Mitchell, Al Smith, Sharon Jones, Johnny Bassett, les disques « live »...
- Décembre 2007, no 189 : Otis Redding, Mayo Williams, Lester Melrose, Ruthie Foster, Michael Powers..
- Mars 2008, no 190 : Ike Turner, Betty Harris, Cosimo Matassa, Craig Adams, Chess brothers (Leonard Chess & Phil Chess), Nathalie Mayer, Jim McKaba, Chants des esclaves, Marvin Sease, Joe Louis Walker, Stephanie McKay, Norman Whitfield, Earl Gaines, Casequarter, Le Bounce, Kenne' Wayne...
- Juin 2008, no 191 : Eddie Bo, Wanda Johnson, Big George Brock, Mac Arnold, Big Jack Johnson...
- Septembre 2008, no 192 : Shakura S'Aida, James Hunter, Tony Joe White, Bear Family Records, Erykah Badu, Walter Wolfman Washington, Wes Mackey, Floyd Taylor, Donna Angele...
- Décembre 2008, no 193 : Joe Louis Walker, Earl Gaines, Norman Whitfield...
- Mars 2009, no 194 : Elvin Bishop, Lucky Peterson, Sam Taylor, L. C. Ulmer...
- Juin 2009, no 195 : William Bell, Ray Charles, Randy Crawford et Joe Sample, Roy Lee Johnson, Wilbe Records...
- Octobre 2009, no 196 : Koko Taylor, Champion Jack Dupree, Raphael Saadiq...

### Années 2010 à 2019

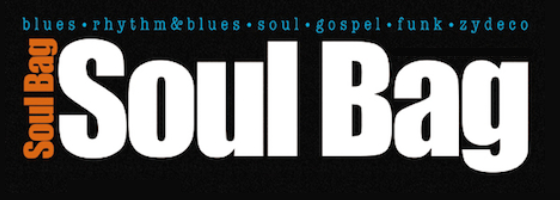
Logo du magazine de 2009 à 2019.

- Janvier 2010, no 197 : Eric Bibb, Bukka White, N'dambi, Sam Carr, Lee Fields ...
- Avril 2010, no 198 : Sharon Jones, Naomi Shelton, Freddy Robinson, Roscoe Robinson, Willie Mitchell ...
- Juillet 2010, no 199 : Lightnin' Hopkins I, The Mighty Clouds of Joy, Eddie C. Campbell, Charles Mitchell, Ledisi, MTE Records ...
- Octobre 2010, no 200 : Mavis Staples, The Staple Singers, Phillip Walker, The Budos Band, Alabama Mike, Lightnin' Hopkins II, Golden Gate Quartet ...
- Janvier 2011, no 201 : Buddy Guy, Solomon Burke, Pops Staples, Robert Randolph, Chuck Brown, Willie Clayton, Roy Gaines, Tony Joe White ...
- Avril 2011, no 202 : Maxwell, Mississippi Fred McDowell, Ronald Isley, Charlie Musselwhite, Rance Allen, Zydeco Now (I) ...
- Juillet 2011, no 203 : Robert Johnson, John Lee Hooker Jr, Bootsy Collins, Dennis Coffey, Derek Trucks, Lenny Lafargue, Zydeco Now (II) ...
- Octobre 2011, no 204 : Jill Scott, Mahalia Jackson, Little Willie John, The Bo-Keys, Jody Williams, Kenny Wayne, Nico Duportal, Lanor Records ...
- Janvier 2012, no 205 : Howlin' Wolf, Keith B. Brown, Bertrand Tavernier, Charlie Wilson, Syleena Johnson, Terry Evans, Joe Henry, Zydecography (I), coffret Chess, Memphis ...
- Avril 2012, no 206 : Etta James, Otis Taylor, Sharrie Williams, Leroy Crume, Heritage Blues Orchestra, George Porter Jr, Malted Milk, Zydecography (II), G.E.D. Soul Records ...
- Juillet 2012, no 207 : Dr. John, New Orleans (dossier), Johnnie Bassett, Zibaboo Modeliste, Ernie K-Doe, Chocolate Milk, Treme, Zydecography (III) ...
- Octobre 2012, no 208 : Shemekia Copeland, Robert Cray, Anthony Hamilton, folk blues, Jimmy Burns, Milton Hopkins & Jewel Brown, Mike Sponza, Zydecography (IV) ...
- Janvier 2013, no 209 : Nina Simone, Bobby Rush, Larry Graham, Gary Clark Jr, Révérend John Wilkins, Terry Collier, Mickey Baker, Zydecography (V) ...
- Avril 2013, no 210 : Ben Harper et Charlie Musselwhite, Jon Cleary, Magic Slim, Big Mama Thornton, Marquise Knox, José James, Didier Tricard, Jimmy McCracklin, Fontella Bass ...
- Juillet 2013, no 211 : Muddy Waters, Marcus Miller, Guy Davis, Otis Redding, Valerie June, Big Daddy Wilson, Benoit Blue Boy & Franck Goldwasser, Jimmy Dawkins, George Jackson, Zydecoland, The Sun Blues Box, Blues Prescription (100 albums)...
- Octobre 2013, no 212 : Bobby Blue Bland, Candye Kane, The Campbell Brothers, Walter Davis, Gregory Porter, Earth Wind & Fire...
- Janvier 2014, no 213 : John Mayall, Sharon Jones, Janelle Monae, Ruthie Foster, Eric Bibb, Robin McKelle, Snarky Puppy, Mc B Weavil...
- Avril 2014, no 214 : Marvin Gaye, Ursula Ricks, Harrison Kennedy, Cedell Davis, Lil Wayne Singleton, North Mississippi Allstars...
- Juillet 2014, no 215 : Stevie Wonder, la Soul en 100 albums, Barbara Dane, D.J. Rogers, C.J. Chenier, Ray Charles, Son of Dave, Robert Cray...
- Octobre 2014, no 216 : Lucky Peterson, Martha Reeves, Curtis Salgado, Pierre Lacocque et Mississippi Heat, Margie Hendrix, Johnny Winter ...
- Janvier 2015, no  217 : Mighty Mo Rodgers, Elvin Bishop, Malted Milk & Toni Green, The Consolers, Jimmy Ruffin...
- Avril 2015, no  218 : Bettye Lavette, Larry Garner, Barry Goldberg, Pura Fé, Dawn Pemberton, JJ Grey, Jazmine Sullivan...
- Juillet 2015, no 219 : Delta blues (dossier), B. B. King, Van Morrison, Tad Robinson, Lil' Ed Williams, Dee Dee Bridgewater...
- Octobre 2015, no 220 : B. B. King, Roy Brown, Larry Skoller, Leon Bridges, Bruce Sunpie Barnes, Cécile McLorin, Eugene Hideaway Bridges, Jon Clery, James Boogaloo Bolden, Mighty Sun McLain...
- Janvier 2016, no 221 : Clarence Gatemouth Brown, Lizz Wright, Roy Gaines, Joe Louis Walker, Kellylee Evans, Sharon Jones, Zydeco, Kevin McKendree, Sly Johnson, Garry Clark Jr., American Folk Blues Festival 1962...
- Avril 2016, no 222 : Gregory Porter, Bonnie Raitt, DixieFrog Records, Ed Motta, Jamison Ross, Cedric Burnside, Derek Trucks, Otis Clay, Long John Hunter...
- Juillet 2016, no 223 : Prince, dossier Chicago Blues, William Bell, Anthony Joseph, Seinabo Sey, Tasha Taylor, George McCrae...
- Octobre 2016, no 224 : Aaron Neville, Bobby Rush, James Caar, Sax Gordon, Guy King, Con Brio, Sir Mac Rice, The Excitements...
- Janvier 2017, no 225 : James Brown, David Evans, Sharon Jones, Fred Wesley, Laura Mvula, Lee Fields, Lafayette Thomas, Hannah Williams, Debbie Sledge, Buckwheat Zydeco, Phil Chess...
- Avril 2017, no 226 : Eric Bibb, Shakura S'Aida, Robert Finley, Watermelon Slim, John Blues Boyd, Izo FitzRoy...
- Juin 2017, no 227 : Le son de Memphis, Selwyn Birchwood, Chuck Berry, Don Bryant, Beale Street, Robert Cray, John Németh, Marvell Thomas, Poretta Soul Festival, James Cotton, Southern Avenue, Lonnie Brooks, Leon Michels, Miles Mosley, Rhiannon Giddens...
- Octobre 2017, no 228 : John Lee Hooker, Dee Dee Bridgewater, The Como Mamas, Carl Weathersby, Myles Sanko, Reggie Young, Black & Blue Records, James Lidell...
- Janvier 2018, no 229 : Otis Redding, Son Little, la Flamme Kimbrought (Junior et Cameron), Malted Milk, Maxayn Lewis, Carla Thomas, PJ Morton, Fats Domino, Fenton Robinson, Jacob Banks, Sanseverino, Walter Trout, Nico Wayne Toussaint, The Blankshakers, Charles Bradley...
- Avril 2018, no 230 : Elmore James, Bettye Lavette, Nick Moss, Sue Foley, Ben Harper, Deva Mahal, Danielle Nicolle, Chris Cain, Hugh Coltman, Fred Chapellier, Hot Lips Page, Luther Allison, Denise Lasalle, Dennis Edwards...
- Juillet 2018, no  231 : Muddy Gurdy, Records Kicks, Teresa James, Voices of Mississippi, Fantastic Negrito, Kamas, Washington Walter, Wolfman Washington, Ben Ellman, James Harman, Blues Power 50 albums live, Thornetta Davis, Victor Wainwright, Buddy Johnson...
- Octobre 2018, no  232 : Aretha Franklin, Swamp Dogg, R. L. Boyce, Delgres, Mardi Gras Indians, Lazy Lester, Jorja Smith, D'Mar...
- Janvier 2019, no  233 : Junior Wells, Marcus King, Doyle Bramball II, Aretha Franklin, Robert Johnson, Kirk Fletcher, Dave Keller, Michelle David, J.P. Binemi, Theotis Taylor, Nola French Connection, Thomas Doucet, Hyleen, Mamas Gun, Lindsay Beaver, Lucky Millinder, Otis Rush, Tony Joe White...
- Avril 2019, no  234 : Spécial anniversaire 50 ans, Kelly Finnigan, Willie Alexis Evans, Judith Hill, Reese Wynans, Leyla McCalla, Emily King, Jody Williams, Mike Ledbetter...
- Juillet 2019, no  235 : spécial Electric Ladies : Mavis Staples, Jamila Woods, Susan Tedeschi, Sister Rosetta Tharpe, Bessie Smith, Dinah Washington, Koko Taylor, Nina Simone, Tina Turner, Millie Jackson, Lauryn Hill, Betty Davis... ; Ostende dans les pas de Marvin Gaye, Cash McCall, Rick Homlstrom, Black Pumas, Jonathan Willis, Christone Kingfish Ingram, Mahalia, 50e New Orleans Fest Jazz, Yola, Cahors Blues Festival, Malted Milk...
- Octobre 2019, no  236 : Raphael Saadiq, Robert Randolph, Chicago Blues Festival, Big Jon Atkinson et Bigtone Records, Cadillac Baby et Bea & Baby Records, Brittany Howard, Eryn Allen Kane, The Teskey Brothers, Hannah Williams & the Affirmations, Isaiah Sharkey, Lettuce, Flyin' SaucersGumbo Special, Hal Singer, Porretta Soul Festival...

### Années 2020 et suivantes

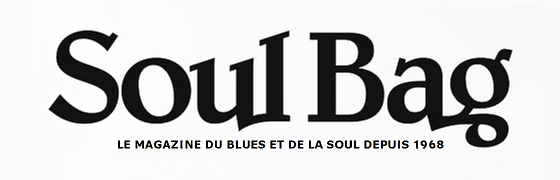
Logo du magazine depuis 2019.

- Janvier 2020, no  237 : Music Maker, Candi Staton, Michael Kinawaka, Tawiah, Baby Rose, Son Little, Lil Green, Leon Newars, Allen Stone, Kid Andersen, GA-20, Jazzmein Horn, Nico Duportal, Helena, Arkansas...
- Avril 2020, no  238 : Little Walter, Rick Estrin, Ben l'Oncle Soul, Billy Branch, Colemine Records, José James, Tami Neilson, Gregory Porter, Mark Hummel, George Butler, Neal Francis, King Solomon Hicks, Crystal Thomas, Reverend John Wilkins, Gus Jenkins, Legendary Rhythm & Blues Cruise...
- Juillet 2020, no  239 : Larkin Poe, Swamp Dog, Gabe Roth, Sugaray Rayford, Andrew Alli, Celio Green, Max Genouel, Moses Summey, Peter Cotton Tale, The Devonns, Robert Johnson, R.H. Harris, Crazy blues, Jackson (Mississippi), Jacques Demêtre...
- Octobre 2020, no  240 : Cedric Burnside, Dan Penn, Fantastic Negro, Sugar Ray Norcia, Annie Laurie, Saint-Louis (Missouri), Kirk Joseph, Dianne La Havas, Madison Ryann Ward, Mighty Rodgers, Mike Welch, The Greyboy Allstars, Samuel Charters, Charles Pas, Métro Blues Chicago, 1975...
- Janvier 2021, no  241 : Shemekia Copeland, Kim Wilson, Benoit Blue Boy, Big Crown records, Johnny Nicolas, Vanessa Collier, Aaron Frazer, Emma Donovan, Sonny Green, WWOZ, Gabriels, Danielle Ponder, Nora Jean wallace, Annisteen Allen...
- Avril 2021, no  242 : Delgres, Valerie June, Harmonica Shah, Delvon Lamarr Organ Trio, Branford Marsalis, Menahan Street Band, Lake Street Dive, Celeste, Blxst, Myles Sanko, Tiny Legs Tim, Crawfish Wallet, Tarheel Slim..
- Juillet 2021, no  243 : The Black Keys, Alligator Records, Bob Corritore, Oliver Wood, Memphis Gospel, Allison Russell, Robert Finley, Guy King, Tia Carroll, Helen Humes...
- Octobre 2021, no  244 : Aretha Franklin, Daptone Records, Christine Kingfish Ingram, Pokey Lafarge, Anthony Paule, Sunnyland Slim (I), Dixiefrog Records, Carolyn Wonderland, Jimmy Rushing...
- Janvier 2022, no  245 : Buddy Guy, Leo Nocentelli, Gov't Mule, Natalia M. King, Gabriels, Dave Spector, Lady Wray, Sunnyland Slim (II), The Buttshakers, Lowland Brothers, Memphissippi Sounds...
- Avril 2022, no  246 : Son House, Vigon, Eric Krasno, Sax Gordon, Son of Dave, J.P. Bimeni, The Love Light Orchestra, Don & Devey, Betty Davis, Acanthe Lang...
- Juillet 2022, no  247 : Charlie Musselwhite, Ace Records, Vaneese Thomas, Diunna Greenleaf, Leyla MCCalla, Alabama Mike, Seth Walker, Larry McCray, Ural Thomas, The Staples Jr Singers, Cleo Page...
- Octobre 2022, no  248 : Tedeschi Trucks Band, Marcus King, Harrison Kennedy, Ann Arbor Festival 1972, Voyage au pays du blues, Scott Billington, Jamison Ross, Silent Partners, Thee Sacred Souls, The Meldown, Tiny Grimes, Mable John...
- Janvier 2023, no  249 : Lee Fields, Buddy Guy, Toni Green, Pip Millett, Angela Strehli, Antone's Records, Lightning' Malcolm, Mike Andersen, Lil' Son Jackson, Dylan Triplett, Yates McKendree, Grant Dermody, Ivy Ford, Ian Siegal, Madison McFerrin, Gabe Roth, Jerry Lee Lewis...
- Avril 2023, no  250 : Wattstax, William Bell, Isaac Hayes, Sunny War, Angelique Francis, Stan Mosley, Izo FitzRoy, Sophie Malbec, The Cash Box Kings, Eric Bibb, Tami Neilson, PJ Morton, Mabel Scott, Martin Lang & Rusty Zinn, Spencer Wiggins...
- Juillet 2023, no  251 : Sister Rosetta Tharpe, Tina Turner, Anna Popovic, Laura Chavez, Baby Rose, Elli Ingram, Nat Myers, Big Maybelle, Billy Valentine, Durand Jones, Richard Farrell, Tony Holiday, McKinley James, Clarence Bluesman Davis, Nico Léophonte...
- Octobre 2023, no  252 : Robert Finley, Rhiannon Giddens, Monster Mike Welch, Jessie Mae Hemphill, GA-20, Akhenaton, Vanetta Dillard, D.K. Harrell, Jalen NGonda, Dic Clark, Vicki Anderson, Otis Grand...
- Janvier 2024, no  253 : Black Pumas, Boney Fields, Sampa, Charley Crockett, Liste Sonny, Candice Ivory, Wynona Carr...
- Avril 2024, no  254 : Gary Clark Jr., Jean-Jacques Milteau, Charlie Hunter, Orgone, Chris O'Leary, Seth James, Alice Russell, Electro Deluxe, Memphis,  Britti, Tiny Bradshaw...
- Juillet 2024, no  255 : Slim Harpo, dossier swamp blues, Millie Jackson, Rick Estrin & The Nightcats (en), Linda Lee Hopkins, Toronzo Cannon (en), Big Harp George, Marcus King, Slash, Wolfgang Valbrun, Corey Ledet...
- Octobre 2024, no  256 : Robert Cray, Dinah Washington, Rhoda Scott, Jontavious Willis (en), Billy Price (en), Houston '76, Vanessa Collier, Greg Izor, Dave Guy (en), Piper & The Hard Times...
- Janvier 2025, no  257 : Fantastic Negrito, Kelly Finnigan, Avery*Sunshine (en), Jade MacRae (en), Ronnie Baker Brooks (en), Mark Hummel (en), Jimmy Rogers, Ruthie Foster, Jerron Paxton (en), Lowland Brothers...
- Avril 2025, no  258 : T-Bone Walker, Southern Avenue, Cymande, Tommy Castro (en), Johnny Burgin (en), Annie & The Caldwells, Célia Wa, Ina Forsman (en), The Altons...
- Juillet 2025, no  259 : Valerie June, Samantha Fish, Clifton Chenier, Saundra Williams, Tad Robinson (en), Bear Family, Greentea Peng (en), Koko-Jean Davis, Andrew Ducanson, Mychelle...